# Tigrioides nitens
Tigrioides nitens är en fjärilsart som beskrevs av Walker 1864. Tigrioides nitens ingår i släktet Tigrioides och familjen björnspinnare. Inga underarter finns listade i Catalogue of Life.